# Klaus-Werner Wagner

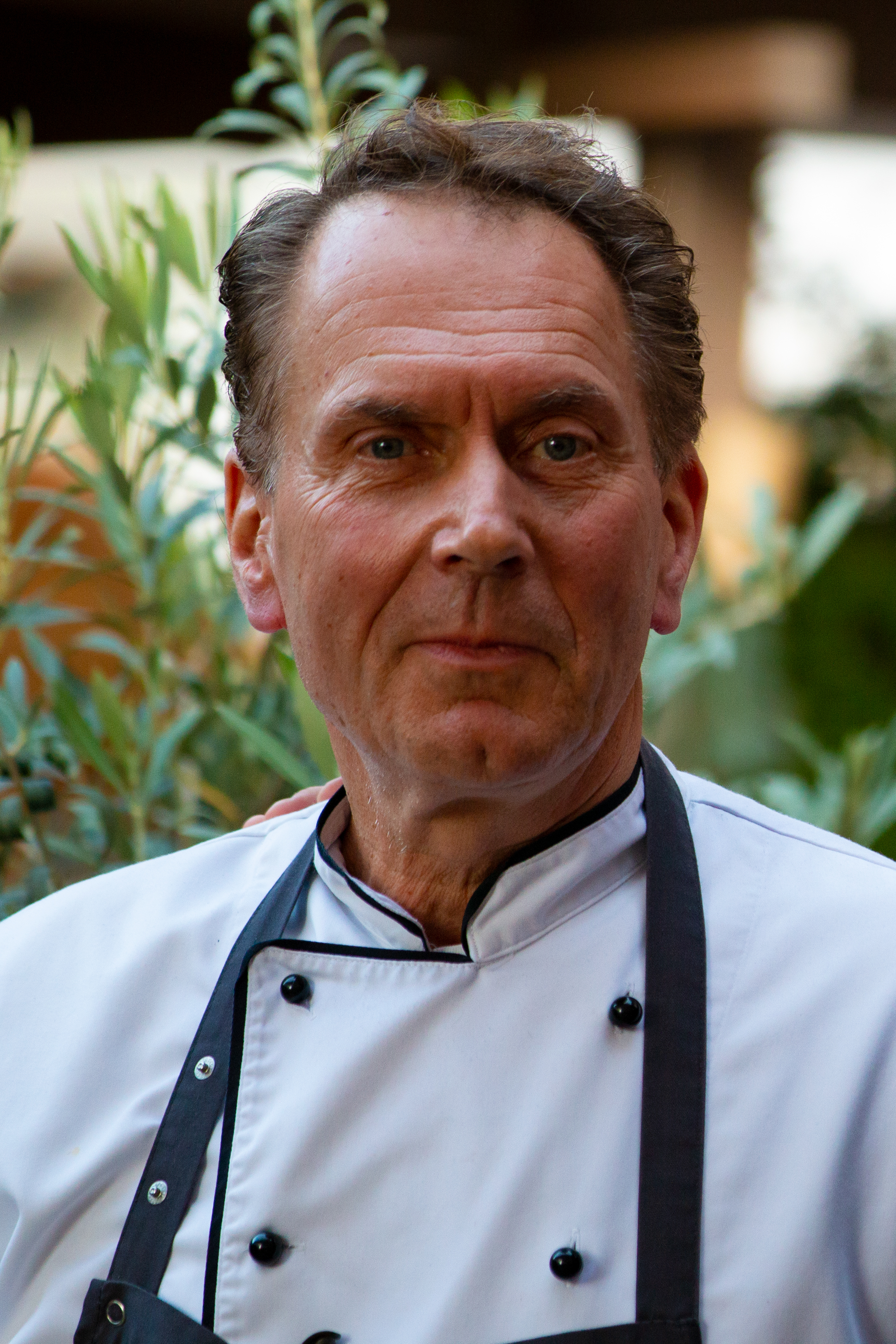
Klaus-Werner Wagner (2019)

Klaus-Werner Wagner (* 12. Juni 1953 in Frankfurt-Höchst) ist ein deutscher Koch.

## Werdegang
Direkt vor dem bestandenen Abitur eröffnete Wagner 1974 seinen ersten Jeans-Shop. Weitere Eröffnungen von Jeans- und Sportswear-Geschäften in Rhein-Main-Gebiet ließen die Zahl des wagnerischen Shops auf insgesamt fünf anwachsen.
1981 entschloss sich Wagner zum Verkauf seiner Einzelhandelsgeschäfte, um seinen Lebenstraum zu verwirklichen. 1982 eröffnete der Hobby-Koch sein erstes Restaurant (Restaurant de France im Quellenhof) in Bad Soden am Taunus. In den Folgejahren erkochte sich Wagner Auszeichnungen in allen etablierten Gourmetführern. 1988 eröffnete Wagner sein zweites Restaurant, das Fresco in Bad Homburg. 1990 wechselte er als Inhaber und Küchenchef in die Alte Rose nach Hofheim am Taunus. 1997 siedelte Wagner nach Mallorca über. Bis 1998 führte er das Hotel Son Vent in Cas Concos. Zufällig wurde das Hotel als Filmkulisse einer deutschen Fernsehproduktion genutzt. Klaus-Werner Wagner begann damit, Fernseh- und Film-Produktionen zu catern. Culinaria Mallorca wurde gegründet. Im Jahr 2000 eröffnete er das Restaurant El Cinco in Porto-Colom, welches bereits 2001 in der Top-Ten-Liste Mallorcas geführt wurde.
2002 ging er zurück nach Deutschland. Wagner übernahm in Sasbachwalden ein marodes Wellnesshotel. Wagners Wellnesshotel Tannenhof ging bundesweit mit einer einmaligen Aktion als „das erste Richtpreishotel Deutschlands“ durch die Medien und landete auf Platz eins des Wirtschaftsmagazins Impulse für die beste Marketingidee.
2008 eröffnete er in Sasbachwalden Gourmet...die Kochschule, die erste Kochschule für Anfänger, Profis und Hobbyköche. 2009 wurde Klaus-Werner Wagner von der Vereinigung der Europäischen Spitzenköche (gegründet 1986 von Paul Bocuse, ein weiteres der prominenten Mitglieder ist u. a. Eckart Witzigmann) zum Eurotoquechefkoch berufen.
2010 folgte die Eröffnung der zweiten Kochschule, dem sogenannten Kompetenzzentrum, die derzeit modernste Kochschule Deutschlands. 2010 gab es einen Weltrekord im Kompetenzzentrum: Wagner gewann den längsten Kochkurs der Welt und kochte 36 Stunden ohne Unterbrechung.
Klaus-Werner Wagner ist verheiratet und hat fünf Kinder, zwei davon aus seiner ersten Ehe.

## Auszeichnungen
- Savoir Vivre
- Besser Essen & Reisen
- Der Feinschmecker
- ARAL
- Der Rote Guide-Michelin-Führer
- Euro-Toques
- Jurymitglied beim deutschen Gastroaward
- Marcellinos Top Ten Mallorca 2000

## Publikationen
Beiträge in:
- Sommernachtsträume. Traumhafte Menüs, Tischdekorationen, Tafelmusik und mehr … Ars Edition, 1999, ISBN 3-7607-1779-9.
- Rund um den Apfel. Ars Edition, 1999, ISBN 3-7607-8410-0.
- Guter Mond, du gehst so stille. Ars Edition, 2000, ISBN 3-7607-1759-4.
- Wie sie jeden Mann weichkochen. Eichborn, 2000, ISBN 3-8218-3493-5.
- Wie Mann jede Frau weichkocht. Eichborn, 2001, ISBN 3-8218-3492-7.